# Ёбико

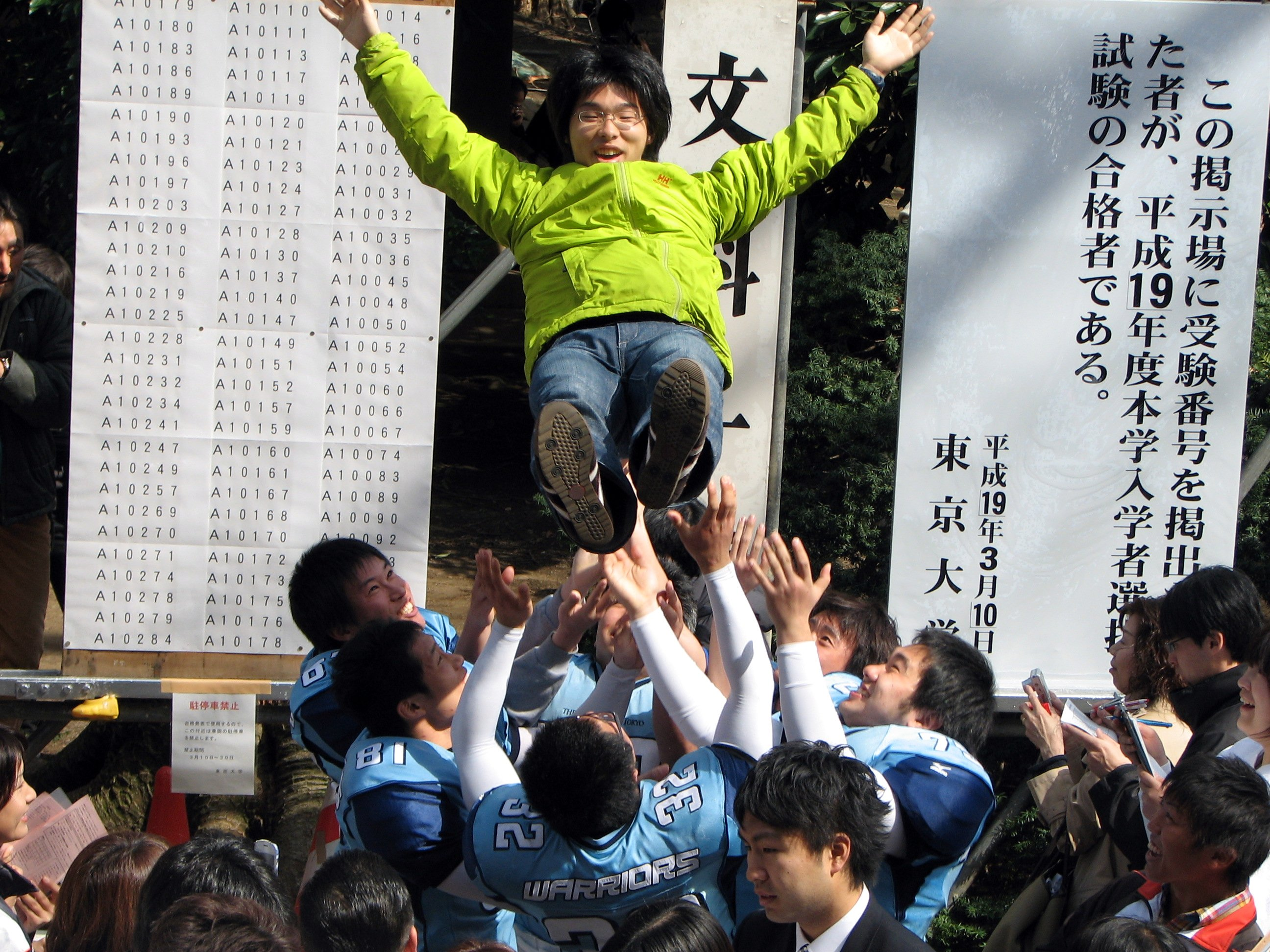
Подкидывание студента, успешно сдавшего экзамен, в Токийском университете

Ёбико (иногда йобико, яп. 予備校) — частные подготовительные курсы в Японии для «ронинов» — абитуриентов, проваливших попытку поступления в вуз и готовящихся к поступлению на следующий год.
Тест, в отличие от французского бакалавриата, имеет разные версии, и разные школы ищут результаты разных экзаменов. В Японии тест обычно считается самым важным событием в образовании ребёнка. Учащиеся, которые не сдали экзамен, могут потратить год или более на учёбу, чтобы пересдать экзамен. Ёбико имеют общие черты с дзюку (репетиторские школы дополнительных занятий), но отличаются учебной программой, правовым статусом и основным типом учащихся.
Учебная программа, разработанная для подготовки студентов к сдаче вступительных экзаменов в колледж, предусматривает запоминание фактов и обучение навыкам сдачи экзаменов. Исследование типичного ёбико показало, что учебная программа состоит из изучения вопросов предыдущих экзаменов, конкретных способов улучшить ответы и конкретных тем, которые будут затронуты на экзамене.